# Clone Wars Volume 7: When They Were Brothers
Clone Wars Volume 7: When They Were Brothers es un cómic recopilatorio basado en el Periodo de la Reforma de Ruusan, en el conflicto ficticio de las Guerras Clon del universo Star Wars. Es el séptimo elemento de los nueve de la serie Clone Wars.
Publicado en inglés por la editorial Dark Horse el 30 de noviembre de 2005, recogía las historias de la serie de cinco cómics Obsession #1-5 más un pequeño extra publicado el Día del Cómic Gratuito.

## Historia
Faltan seis meses para las últimas ofensivas vistas en La venganza de los Sith. Obi-Wan Kenobi está obsesionado y se ha apartado del camino del Jedi. En lugar de unirse al asedio del Borde Exterior le consume la idea de que Asajj Ventress no está muerta y tras buscar información en varios mundos el Maestro Kenobi llega a Trigalis y obtiene información de un líder de Sol Negro: un crucero va a ser atacado por un asesino. Kenobi decide dirigirse a reclutar a su antiguo padawan, el ahora Caballero Jedi Anakin Skywalker, para interceptar al asesino durante su misión, creyendo que es Ventress.
El fuerte vínculo que une a los amigos les ayudará en el viaje, pese a que Anakin piensa que Ventress está muerta y está moleto de tener que haber dejado atrás a Padmé. Al llegar al crucero los dos se dan cuenta de que han caío en una trampa tendida por Dooku con la ayuda del líder de Sol Negro. El asesino no es Ventress, sino Durge, con el que deberán efrentarse por última vez.
La búsqueda de Kenobi culminara con una contienda entre republicanos y sepatistas en Boz Pity con Jedi como Mace Windu, Adi Gallia y otros miembros del Consejo y el senador Bail Organa contra el propio Dooku. Tras impedir que Anakin mate a la acólita oscura, el Maestro Jedi percibe el bien en ella y la derrota. El propio Anakin la hiere de gravedad cuando intenta matar por sorpresa a su Maestro una vez derrotada y en el suelo. En el último momento Ventress ve que Dooku y Grievous la abandonan en plena contienda tras matar varios Jedi y se siente traicionada, moribunda y en los brazos de Kenobi. Tras darla por muerta Ventress es introducida en un transporte funerario, donde vuelve a la realidad tras cesar sus técnicas de hibernación Sith. Por fin se perderá en la inmensidad del espacio para siempre, alejándose de la guerra por fin...
El recopilatorio acaba con una corta historia en la que se trabaja la amistad de Anakin y Obi-Wan en una acción que pretende llevarlos a capturar a Dooku pero que no es más que una trampa que acaba con ambos amigos partiendo a la campaña de asedio de Cato Neimoidia relatada en la novela El laberinto del mal.

## Apartado Técnico
- Guionistas: Haden Blackman, Miles Lane
- Dibujantes: Brian Ching, Nicola Scott